# Asensi Julià i Alvarrachi
Asensi Julià i Alvarrachi (València, 1756 a 1760 - Madrid, 25 d'octubre de 1832) fou un pintor i gravador valencià, el talent del qual ha estat reconegut en aquests darrers temps a causa de la seua estreta relació amb el seu mestre i amic Francisco de Goya. Adherit a l'estètica de Goya, Julià va tenir una evolució paral·lela a la del seu mestre a les primeries del moviment romàntic, que posteriorment desenvolupà vers la conformació d'un estil personal, quan, sent director adjunt de l'Escola de la Merced de Madrid, les seues carreres artístiques van divergir.

## Biografia

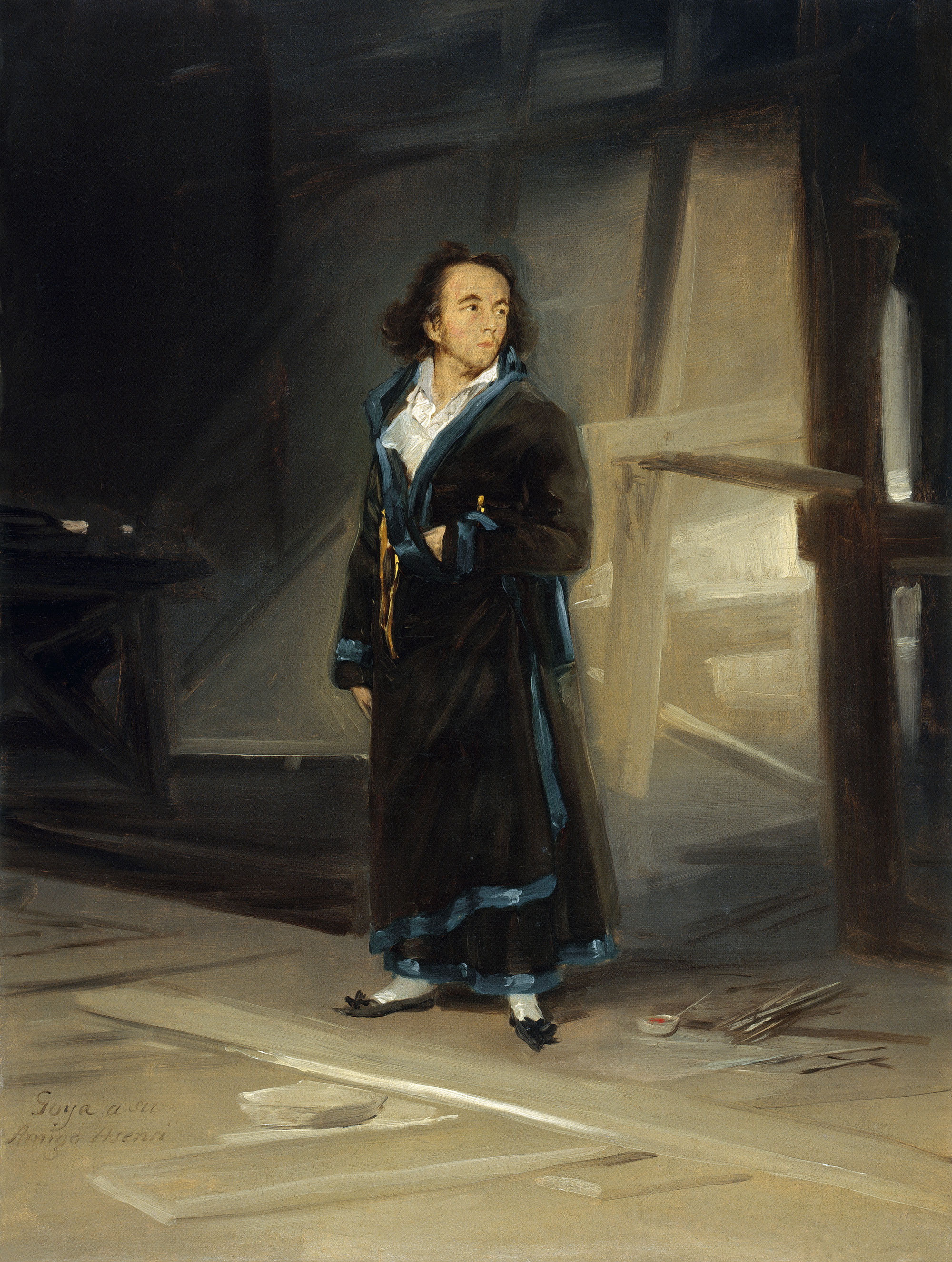
Retrat d'Asensi Julià, "El pescadoret", h. 1798, oli sobre llenç de Goya, 56 × 42 cm (Museu Thyssen-Bornemisza, Madrid)

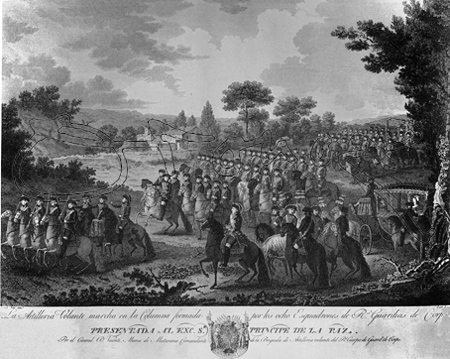
L'Artillería Volant marxa en la columna formada pels vuit esquadrons de la Guàrdia de Corps presentada al Príncep de la Pau, gravat, (Museu Municipal de Madrid).

Va nàixer al barri mariner del Canyamelar l'any 1760. El primer biògraf de Julià, Fèlix Boix, va suggerir que era fill de pescadors, fet que explicaria el que haja estat conegut amb el sobrenom de "El Pescadoret". No obstant això, avui dia no sembla haver seguretat sobre aquest fet. Va ser batejat en l'ermita de la Mare de Déu del Roser (avui dia parròquia).
Estudià en la Reial Acadèmia de Belles Arts de Sant Carles de València, on està documentada la seua presència l'any 1771, amb onze anys, i on va continuar fins al 1775. El 17 de febrer de 1783 va sol·licitar l'ingrés com a aspirant a continuar els seus estudis a la Reial Acadèmia de Belles Arts de San Fernando de Madrid. No se sap amb seguretat quan va decidir abandonar la casa paterna i anar a la recerca de fortuna a la cort; en tot cas degué ser entre 1777 i 1783. A Madrid es va casar amb Rosa Fabre, amb la qual va tenir una filla (Jacinta) l'any 1808.
A Madrid va conèixer els pintor valencians Agustí Esteve i Mariano Salvador Maella. Seria per mitjà de Maella com va entrar en contacte amb Francisco de Goya, de qui amb el temps esdevindria un dels seus deixebles predilectes. Tot sembla indicar que l'any 1795 va col·laborar en la decoració mural dels frescos de San Antonio de la Florida, sota la direcció de Francisco de Goya. D'aquesta època és el primer retrat que Goya li va pintar (Museu Thyssen-Bornemisza de Madrid), en el qual es pot apreciar la dedicatòria a l'angle inferior esquerre del llenç: «Goya a su amigo Asensi» [sic]. Aquesta inscripció indica el grau d'amistat que Goya li devia professar al seu ajudant, al qual va tornar a retratar posteriorment en almenys dues ocasions, fet molt excepcional. En el retrat el veiem amb una elegant bata en un taller pictòric, envoltat de bastides –possiblement els emprats a San Antonio de la Florida– i pinzells als seus peus. La intensa llum que penetra en l'estança per la dreta il·lumina la petita figura, destacant-ne especialment l'altiu rostre. La pinzellada és molt lliure, a base de ràpids tocs de color, el que sembla anticipar l'Impressionisme.
Els anys 1804 y 1807 ja va exposar obres a l'Acadèmia de San Fernando de Madrid. L'esclat de la guerra del francès (1808-1814) va suposar el tancament de l'Acadèmia de Belles Arts de San Fernando, i fins a l'any 1818 no hi ha dades de la seua vida. L'any 1818 Julià és nomenat director adjunt de l'Escola Reial de la Merced de Madrid –una nova instutució dependent de l'Acadèmia i sota protecció reial– i ocupà la direcció d'una de les seccions, l'anomenada d'«ornaments». Va ocupar aquest càrrec fins a la seua mort, l'any 1832.
Tot i que igual que Agustí Esteve degué fer moltes còpies de llenços de Goya, només n'estan constatades les còpies que va fer del quadre de Goya, Goya amb el seu metge Arrieta, de l'any 1820.
S'intueix que era un home d'escassa ambició, conformat amb els encàrrecs que rebia de la burgesia de l'època. Les variacions en la seua signatura –«A. Juliá», «Asensi Julià», «Asensi Chuliá» o sense cap rúbrica– podrien interpretar-se com a prova d'aquesta modèstia. Ara bé, aquestes vacil·lacions sobre el seu nom poden igualment ser interpretades, almenys en part (la variació «Julià» / «Chulià»), com a senyal que el pintor era valencianoparlant. Així ho mostraria també el fet que la dedicatòria de Goya abans esmentada estiga dirigida a «Asensi» y no a la versió ara castellanitzada d'«Asensio».

## Obra

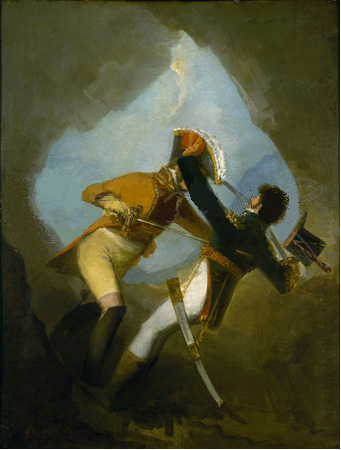
El duel o L'ajusticiat, oli sobre llenç (Col·lecció privada)

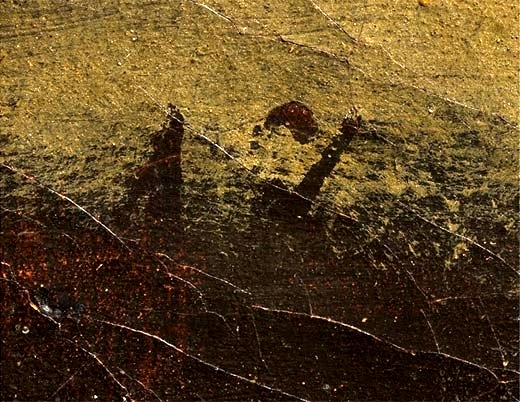
Traços de l'angle inferior esquerre de El colós, on la historiadora de l'art Manuela Mena va distingir les inicials A.J.. Aquests traços poden significar també, segons Nigel Glendinning, la part superior dels nombres "1" i "7", pertanyents a un número de catàleg: el 176

L'obra pictòrica coneguda d'Asensi Julià sol ser de mida petita. Tracta la temàtica relacionada amb la guerra del francès des de dos punts de vista: els retrats de militars espanyols i estrangers que hi van participar i les al·legories polítiques, en les quals mostra una defensa dels valors patriòtics i dels sentiments populars, tot i que mai des del vessant legitimista i reaccionari. Pinta, amb un to pesimista, les escenes de guerra sobre decorats en runes, presons, coves, amb una certa influència de Piranesi.
A més, va deixar quadres de tema dramàtic, com ara L'ajusticiat, que a les primeries del segle xx va ser atribuït a Goya, i El nàufrag, també anomenat El contrabandista, donat pel seu autor a l'Acadèmia de Sant Carles de València l'any 1816 i l'únic que es conserva a la seua ciutat (Museu de Sant Pius V). Aquestes temàtiques estan molt relacionades amb els semblants arguments que Goya va utilitzar en algunes de les seues pintures. La major part de les seues obres a l'oli es conserven en col·leccions particulars.
També va deixar dibuixos que van ser passats al gravat per Rafael Esteve, un altre valencià retratat per Goya amb qui ja havia treballat en algunes ocasions. Finalment, tal com s'ha indicat adés, es coneix una altra faceta de la seva personalitat com a copista de Goya, i se li han atribuït dues còpies de l'Autoretrat amb el metge Arrieta.
Tot i que el contacte entre Julià i Goya fa pensar en una certa influència goyesca en l'obra del pintor valencià, d'un estudi en profunditat de la seua vasta producció artística hom arriba a la conclusió que Julià no pot ésset considerat un mer traductor o un imitador de Goya. Per a Gil Salinas, un dels majors experts en l'obra de Julià, «per les seues composicions, per l'ús de la llum i del color, en definitiva, pel seu peculiar estil, és un artista amb una identidad pròpia i definida, un artista del seu temps que no ha d'envejar els pintors contemporanis».

## La polèmica sobreEl colós

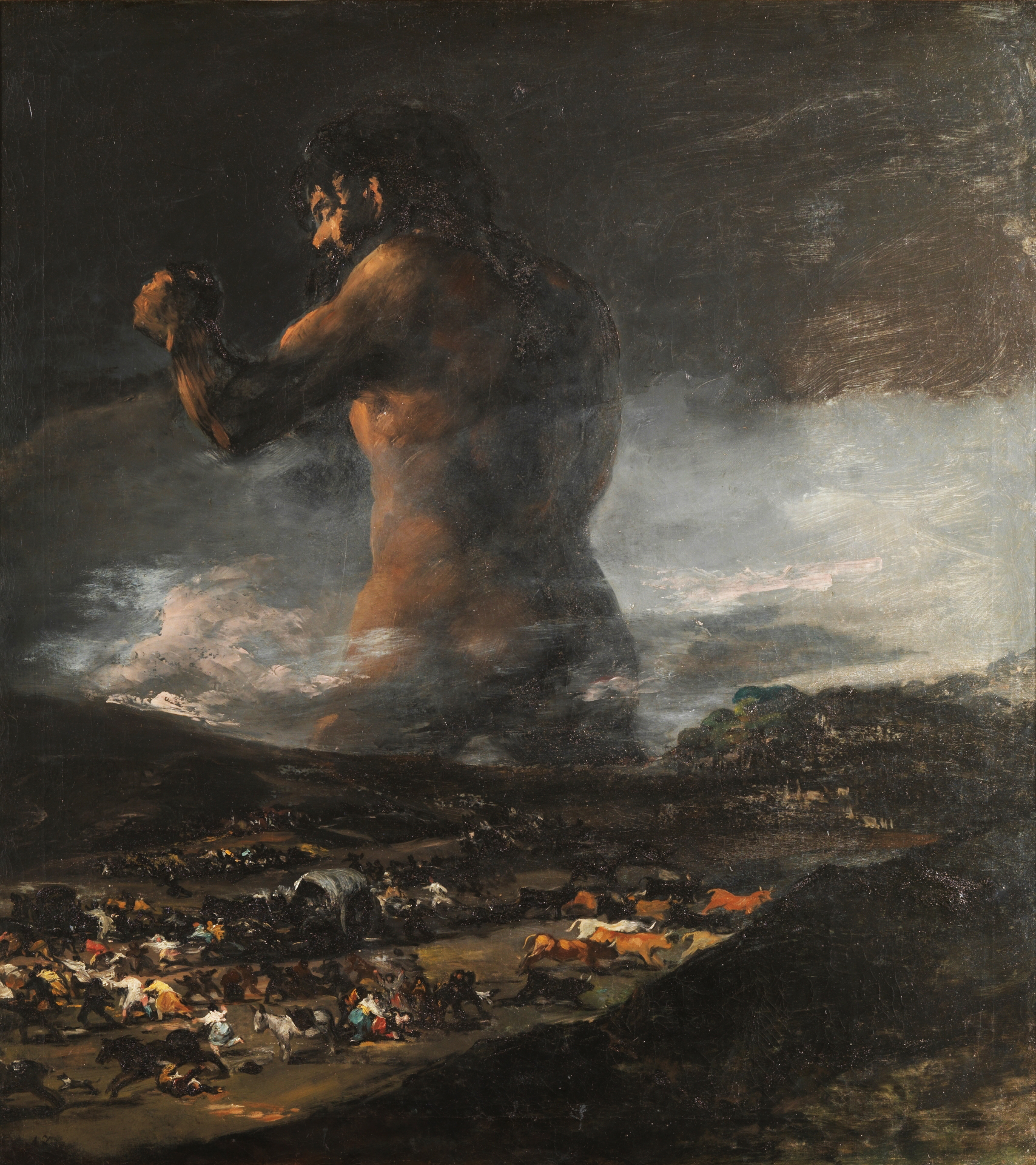
El colós, 1808 - 1812, oli sobre llenç, (Museu del Prado, Madrid)

El colós és un dels quadres emblemàtics de la Guerra de la Independència i una de les obres clau en la producció de Francisco de Goya. El 24 de juny de 2008, el diari ABC publicava que dos dels caps de la secció de Conservació del Museu del Prado havien plantejat els seus dubtes sobre l'autoria d'aquest llenç i apuntaven que podria haver estat pintat per Asensi Julià. Posteriorment, el 26 del mateix mes, el Museu del Prado explicava detalladament la teoria, postulada per Manuela Mena.
Miguel Zugaza, director de la pinacoteca, va afirmar que els resultats de les investigacions tècniques al voltant d'aquesta obra «tanquen el capítol sobre les evidències que aquesta pintura no és de Goya» i obren ara un nou període en què caldrà «reconstruir la personalitat d'Asensi Julià» de qui se sap molt poc. «Quan es publiquen aquestes investigacions el Museu del Prado procedirà a donar a El Colós l'estatus que requerisca», va dir. No obstant això, el màxim responsable del Museu del Prado, Miguel Zugaza, «no va voler descartar "taxativament" l'autoria de Goya en el quadre, i va instar a esperar que finalitzen les investigacions dels experts.»
D'altra banda, l'1 de juliol de 2008, Nigel Glendinning va mostrar la seva rotunda oposició declarant al diari ABC: «El que està passant és greu i trist, el Prado admet coses sense prou estudi». Glendinning va rebatre els arguments utilitzats per Manuela Mena un per un, fonamentalment, el que podia tenir més pes, la presumpta existència de les inicials A. J. interpretades per la conservadora del museu com signatura d'Asensi Julià. L'hispanista i expert en l'obra Goyesca mostrava una fotografia antiga del quadre en la qual on Manuela de Mena llegia A. J., es podia «entreveure clarament» un 1 i un 7 i a continuació es distingia un 6, formant la xifra 176, un número d'inventari, segons l'expert anglosaxó.
A partir del juliol de 2008 es van succeir les declaracions a favor i en contra de l'atribució, sense que s'haja resolt l'autoria en un o altre sentit entre els experts que hi han aportat la seva opinió. El 28 de desembre de 2008 l'agència Europa Press va informar que el Museu del Prado emetria el seu dictamen sobre l'autoria del quadre al butlletí corresponent al mes de gener de 2009. L'anàlisi va concloure tot indicant, el gener de 2009, que el quadre és d'un deixeble de Goya indeterminat, sense que hom siga capaç d'assegurar que es tractara de Julià.